# Mit Herz und Handschellen
Mit Herz und Handschellen ist eine deutsche TV-Krimiserie. Die Erstausstrahlung der Pilotfolge erfolgte am 28. Oktober 2002. Die Sat.1-Serie umfasst 22 Folgen in drei Staffeln, die letzten drei Folgen sind als Fernsehfilme produziert.

## Entstehung
Im Herbst 2002 wurden auf Sat.1 fünf Pilotfilme gezeigt, unter denen die Zuschauer entschieden, welche drei in Serie gingen. Neben Der Elefant – Mord verjährt nie und Körner und Köter wurde Mit Herz und Handschellen gewählt.

## Handlung
Leo Kraft ist Hauptkommissar bei der Kriminalpolizei München. Er lebt zunächst mit seinem Lebensgefährten, dem Musiker Thorsten, in einem Einfamilienhaus. Die Beziehung zerbricht im Laufe der Serie, sein Ex-Freund Bernd Fabrius zieht später erneut bei ihm ein.
Seine Kollegin, Hauptkommissarin Nina Metz, ist zunächst ständig auf der Suche nach dem richtigen Mann. Später geht sie eine Beziehung mit Staatsanwalt Dr. Florian Gassner ein.
Beruflich sind Leo und Nina ein gutes Team und klären auch komplizierte Fälle. In jeder Folge wird neben dem zu lösenden Mordfall auch immer wieder auf das Privatleben von Kraft und Metz eingegangen.

## Ausstrahlung

### 1. Staffel
Die Ausstrahlung des Piloten erfolgte im Zuge einer Sat.1-Testfilmreihe am 28. Oktober 2002 mit insgesamt 3,53 Millionen Zuschauern und einem Marktanteil von 11,1 Prozent.
Die folgenden acht Episoden wurden im Folgejahr, jeweils montags ab dem 22. September 2003, ausgestrahlt. Die erste Folge, die um 20:15 Uhr zu sehen war, sahen 2,88 Millionen Zuschauer bei einem Marktanteil von 9,5 Prozent.

### 2. Staffel
Die zweite Staffel war weniger erfolgreich als die vorige mit einem Marktanteil von 10,1 Prozent. Sie wurde erstmals am 17. Januar 2005 ausgestrahlt und umfasste zehn Folgen. Am 8. Februar 2006 wurde ein Spielfilm ausgestrahlt, welchen mehr als vier Millionen Menschen sahen.

### 3. Staffel
Die 3. Staffel besteht aus drei Episoden in 90-minütiger Spielfilmlänge, die bereits in den Jahren 2005 und 2006 produziert wurden. Nachdem die Ausstrahlung nach der ersten Folge am 8. Februar 2006 aus unbekanntem Grund endete, wurden die verbleibenden beiden Folgen am 14. und 21. Juli 2010 ausgestrahlt.

## Episodenliste
| Folge | Folge der Staffel | Titel                     | Erstausstrahlung   |
| ----- | ----------------- | ------------------------- | ------------------ |
| 1     | 1                 | Mit Herz und Handschellen | 28. Oktober 2002   |
| 2     | 2                 | Eishockey                 | 22. September 2003 |
| 3     | 3                 | Mitten ins Herz           | 29. September 2003 |
| 4     | 4                 | Amtsmissbrauch            | 6. Oktober 2003    |
| 5     | 5                 | Ein schöner Tod           | 13. Oktober 2003   |
| 6     | 6                 | Heiße Herzen              | 20. Oktober 2003   |
| 7     | 7                 | Die Alpenklinik           | 27. Oktober 2003   |
| 8     | 8                 | Nasi Goreng               | 3. November 2003   |
| 9     | 9                 | Bussi für den Mörder      | 17. November 2003  |

| Folge | Folge der Staffel | Titel                | Erstausstrahlung |
| ----- | ----------------- | -------------------- | ---------------- |
| 10    | 1                 | Bombige Aussichten   | 17. Januar 2005  |
| 11    | 2                 | Leiche auf Abwegen   | 24. Januar 2005  |
| 12    | 3                 | Abgekartetes Spiel   | 31. Januar 2005  |
| 13    | 4                 | Einsame Entscheidung | 7. Februar 2005  |
| 14    | 5                 | Wunderkinder         | 14. Februar 2005 |
| 15    | 6                 | Auge um Auge         | 21. Februar 2005 |
| 16    | 7                 | Der Kronzeuge        | 28. Februar 2005 |
| 17    | 8                 | Familienbande        | 7. März 2005     |
| 18    | 9                 | 50 Stunden Eiszeit   | 14. März 2005    |
| 19    | 10                | Bombenstimmung       | 21. März 2005    |

| Folge | Folge der Staffel | Titel                                          | Episodendarsteller                         | Erstausstrahlung |
| ----- | ----------------- | ---------------------------------------------- | ------------------------------------------ | ---------------- |
| 20    | 1                 | Mit Herz und Handschellen – Der falsche Freund | Sven Martinek                              | 8. Februar 2006  |
| 21    | 2                 | Mit Herz und Handschellen – Fünf Freunde       | David C. Bunners, Max Felder, André Röhner | 14. Juli 2010    |
| 22    | 3                 | Mit Herz und Handschellen – Todfeinde          | Prashant Prabhakar, Moses Wolff            | 21. Juli 2010    |

## Sonstiges
Henning Baum gewann für seine Rolle den Preis als Bester Schauspieler Serie beim Deutschen Fernsehpreis 2004.